# Biberkirch
Biberkirch est une ancienne commune française du département de la Moselle en région Grand Est, elle est rattachée à celle de Troisfontaines en 1967.

## Toponymie
Anciennes mentions : Biberracha (699), Villa-Biberaca (719), Biberkirich (1779), Bieverkirch (Cassini), Bieberskirch, Biberkirich (1801).

## Histoire
Biberkirch semble être la première église de la vallée de la Bièvre dont l'église primitive – aujourd'hui disparue – remonterait au moins au VIIIe siècle, comme l'attestent des documents de l'abbaye de Wissembourg : « in villa Gundoino super fluvio Biberracha  ». D'ailleurs le nom Biberkirch lui-même signifie « église de la Bièvre » dans la mesure où Biber (de l'allemand « castor ») est l'ancien nom de la Bièvre.
Incluse dans le canton de Niderviller de 1790 à 1801, la commune passe ensuite dans celui de Sarrebourg.
Le 30 décembre 1967, la commune de Biberkirch est rattachée à celle de Troisfontaines.

## Démographie
| 1793 | 1800 | 1806 | 1821 | 1831 | 1836 | 1841 | 1846 | 1851 |
| ---- | ---- | ---- | ---- | ---- | ---- | ---- | ---- | ---- |
| 378  | 374  | 371  | 402  | 513  | 531  | 583  | 597  | 583  |

| 1856 | 1861 | 1872 | 1876 | 1881 | 1886 | 1891 | 1896 | 1901 |
| ---- | ---- | ---- | ---- | ---- | ---- | ---- | ---- | ---- |
| 539  | 555  | 560  | 562  | 575  | 586  | 558  | 633  | 702  |

| 1906 | 1911 | 1921 | 1926 | 1931 | 1936 | 1946 | 1954 | 1962 |
| ---- | ---- | ---- | ---- | ---- | ---- | ---- | ---- | ---- |
| 762  | 743  | 659  | 595  | 542  | 513  | 455  | 426  | 439  |

## Lieux et monuments
- Église Saint-Nicolas